# Реал Маморе
«Реа́л Маморе́» (исп. Club Deportivo Real Mamoré) — боливийский футбольный клуб из города Тринидад, с сезона 2012/13 выступающий во Втором дивизионе чемпионата Боливии.

## История
«Реал Маморе» был основан в 2006 году, домашние матчи проводит на стадионе «Гран Маморе», вмещающем 12 000 зрителей. В первый же год своего существования клуб победил во втором дивизионе Боливии, и завоевал право выступать в сильнейшем дивизионе страны. С 2007 года клуб неизменно выступает в сильнейшем дивизионе Боливии, при этом он неизменно является аутсайдером чемпионата, и заканчивает его на дне турнирной таблицы. По итогам сезона «Реал Маморе» неоднократно играл стыковые матчи, за право остаться в высшем дивизионе и всегда выходил из них победителем, сохраняя прописку в элите.
В сезоне 2012/13 «Реал Маморе» занял последнее, 12-е место в сводной турнирной таблице вылета и опустился во Второй дивизион.

## Достижения
- Чемпион Второго Дивизиона (1): 2006.